# Resonanzen
Die Zeitschrift „Resonanzen“ – E-Journal für biopsychosoziale Dialoge in Psychotherapie, Supervision und Beratung (ISSN 2307-8863) steht in der Tradition des neuen Integrationsparadigmas und sieht sich als diskursive, schulenübergreifende Plattform zur Weiterentwicklung von Theorie, Praxis und Forschung in Psychotherapie, Supervision und Beratung. Dies gilt in gleicher Weise für die jeweils zugrundeliegenden bezugsdisziplinären Anteile aus der Medizin, der Psychologie, den Sozialwissenschaften und der Philosophie.
Autoren, die in den „Resonanzen“ veröffentlichen, erklären sich einverstanden, Unterschiede sowie differentielle Ansätze und Vorgehensweisen dialogisch zu diskutieren und diese wertschätzend nebeneinander stehen zu lassen, ohne dabei den kritischen Blick zu verlieren oder allfällige Gemeinsamkeiten zu übersehen.
Die Ausgaben erscheinen zwei Mal jährlich, im Mai sowie im November, und widmen sich jeweils einem Schwerpunktthema, wobei verschiedene Sichtweisen von Experten aus unterschiedlichen Disziplinen, Professionen und Arbeitsfeldern zusammengeführt werden. Zusätzlich können Grundlagenartikel, fallweise Essays und Interviews sowie Rezensionen die einzelnen Ausgaben ergänzen. Die Qualitätskontrolle erfolgt im Rahmen eines Peer-Review-Verfahrens durch dafür beauftragte Gutachter. Ein Beirat unterstützt die Arbeit der Zeitschrift aus wissenschaftlicher Perspektive.
„Resonanzen“ – E-Journal für biopsychosoziale Dialoge in Psychotherapie, Supervision und Beratung ist eine Open-Access-Zeitschrift und unterstützt in diesem Sinne den offenen Zugang zu wissenschaftlichem Wissen.